# Enewetak

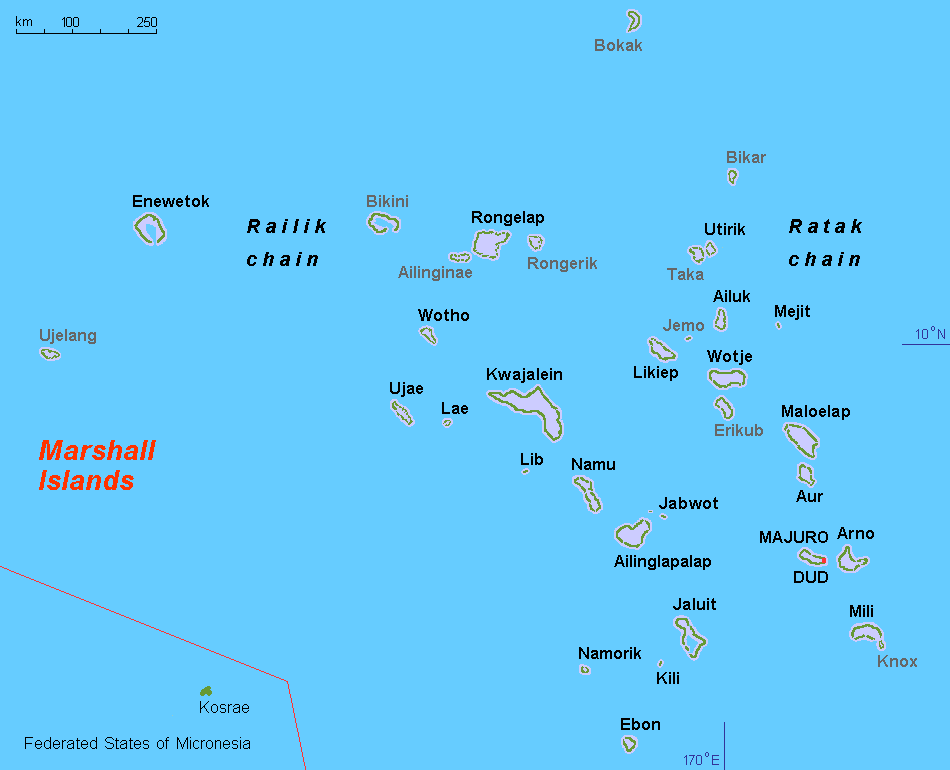
Marshallöarna, Enewetak övre vänstra hörn.

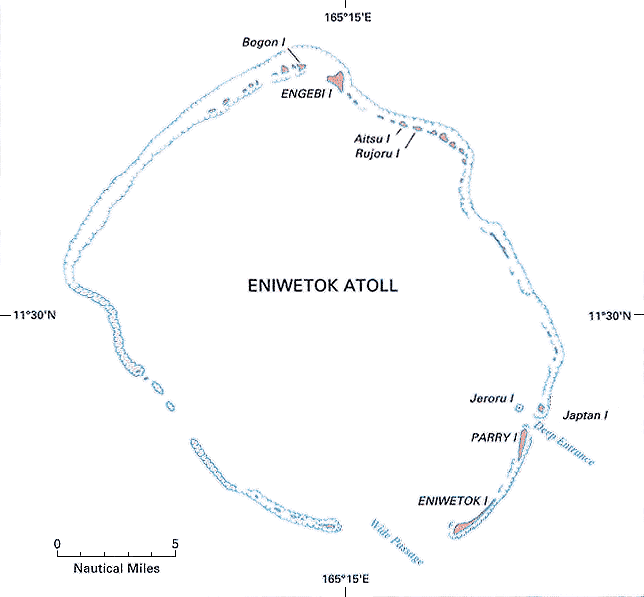
Enewetak.

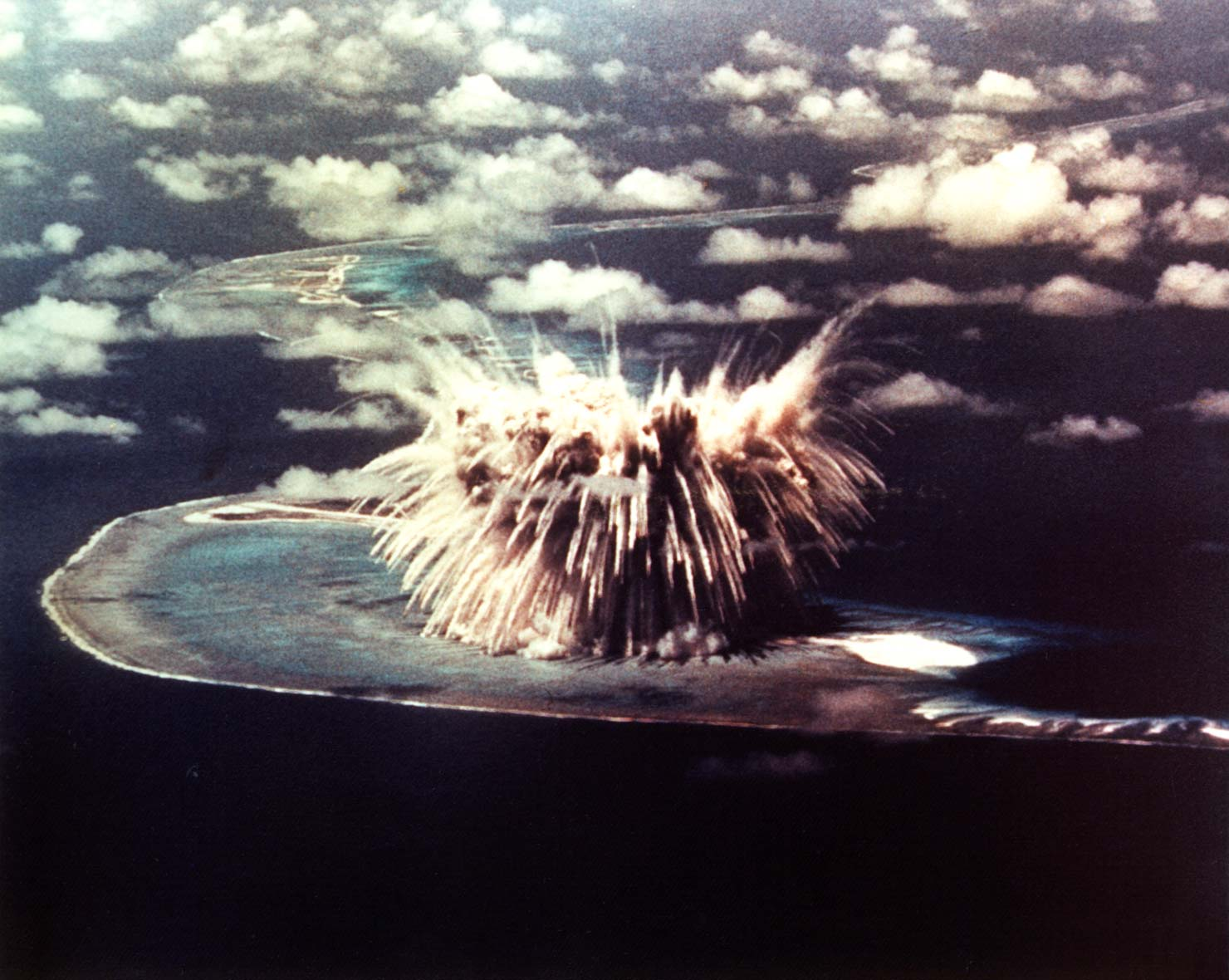
Provsprängningen av vätebomben Redwing Seminole 6 juni 1956.

Enewetak, även Eniwetok (marshallesiska Ãnewetak) är en atoll bland Raliköarna i norra Stilla havet och tillhör Marshallöarna.

## Historia
Raliköarna har troligen bebotts av mikronesier sedan cirka 1000 f.Kr. och några öar upptäcktes redan 1526 av spanske kaptenen Alonso de Salazar. Enewetak upptäcktes den 15 december 1792 av brittiske kapten Henry Bond som då namngav atollen Brown Islands. Öarna hamnade senare under spansk överhöghet.
Neuguinea-Compagnie, ett tyskt handelsbolag, etablerades sig på Raliköarna kring 1859 och den 22 oktober 1885 köpte Kejsardömet Tyskland hela Marshallöarna av Spanien. Bolaget Jaluit-Gesellschaft förvaltade nu öarna fram till den 13 september 1886 då området först blev ett tyskt protektorat och 1906 blev del i Tyska Nya Guinea. Under första världskriget ockuperades området i oktober 1914 av Japan som i december 1920 även erhöll ett förvaltningsmandat - det Japanska Stillahavsmandatet - över området av Nationernas förbund efter Versaillesfreden 1919.
Under andra världskriget användes ögruppen som militärbas av Japan tills USA erövrade området våren 1944 genom slaget vid Eniwetok. Därefter hamnade ögruppen under amerikansk överhöghet. 1947 utsågs Marshallöarna tillsammans med hela Karolinerna till "Trust Territory of the Pacific Islands" av Förenta nationerna och förvaltades av USA fram till landets autonomi 1979.
1946 började USA utföra kärnvapenprov på Bikiniatollen cirka 350 kilometer öster om Enewetak och USA planerade kärnvapenprov även här så i december 1947 evakuerades hela befolkningen till Ujelangatollen. Först 1980 kunde dessa återvända till Enewetak.
Från april 1948 till oktober 1958 genomfördes 42 provsprängningar, bland annat den 1 november 1952 då USA provsprängde sin första vätebomb.

## Geografi
Enewetak ligger cirka 1 000 km nordväst om huvudön Majuro. 
Atollen är en korallatoll och har en total areal om cirka 1 010,7 km² med en landmassa på cirka 5,85 km² och en lagun på cirka 1 004,89 km² (1). Atollen är den tredje största bland Marshallöarna och består av cirka 44 öar och den högsta höjden är på endast 9 m ö.h. (2). De större öarna är:
- Enewetak, huvudön, i den södra delen
- Ananij, i den östra delen
- Biken, i den västra delen
- Enjebi, i den norra delen
- Medren, i den centrala delen
- Runit, i den centrala delen

Befolkningen uppgår till cirka 900 invånare (3). Förvaltningsmässigt utgör atollen en egen "municipality" (kommun). Atollens flygplats Enewetak Airport (flygplatskod "ENT") ligger på huvudön och har kapacitet för lokalt flyg.